# Eva Sayer
Eva Sayer (née le 31 janvier 1997), est une actrice britannique. Elle est surtout connue pour le rôle de Cindy Williams dans EastEnders.

## Biographie
Eva a une sœur aînée qui s'appelle Megan. Elle a déjà étudié à l'université London Academy of Music and Dramatic Art jusqu'en 2e année, et a fait du ballet et de la danse moderne jusqu'en 3e année. Elle joue également du piano et sais aussi faire les claquettes. Eva a également une sœur plus âgée, Jenna, qui est également à la London Academy of Music and Dramatic Art, trois années au-dessus d'elle.

## Carrière
Elle est apparue dans un épisode d'Inspecteur Morse jouant Anna Mallory en début d'année 2007. À partir du 14 septembre 2007, elle joue dans EastEnders. Eva est apparue dans plusieurs téléfilms britanniques. Sayer joue en 2008 Miranda dans le film d'horreur The Children. Elle a également joué Flora dans le téléfilm Le Tour d'écrou (Noël 2009).